# Wehdehof

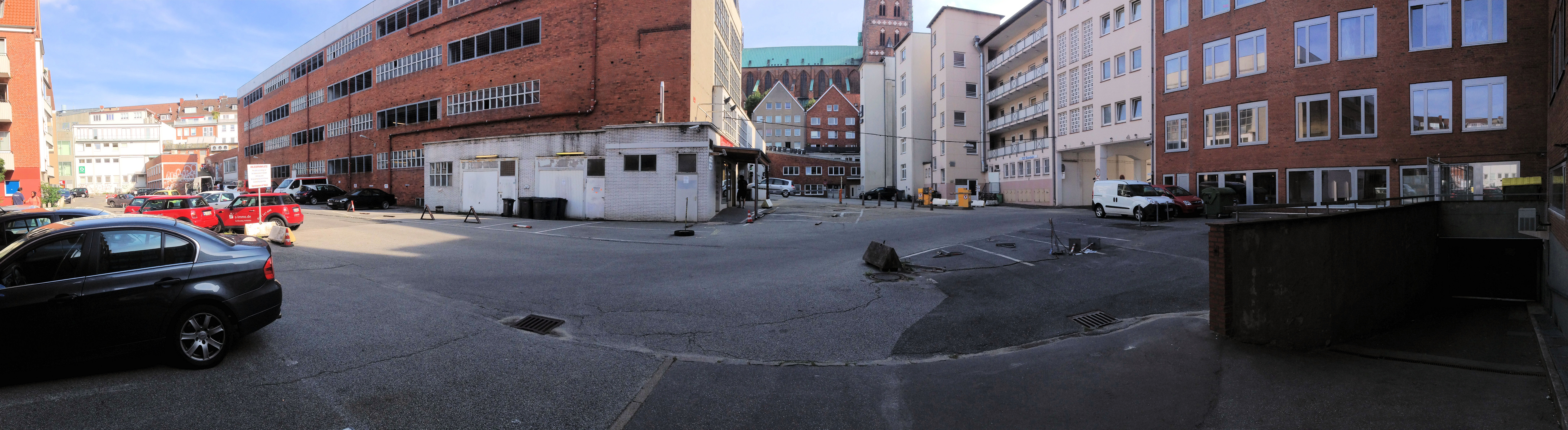
Der Wehdehof vor dem Abriss des Parkhauses. Rechts die Durchfahrt zur Straße Fünfhausen

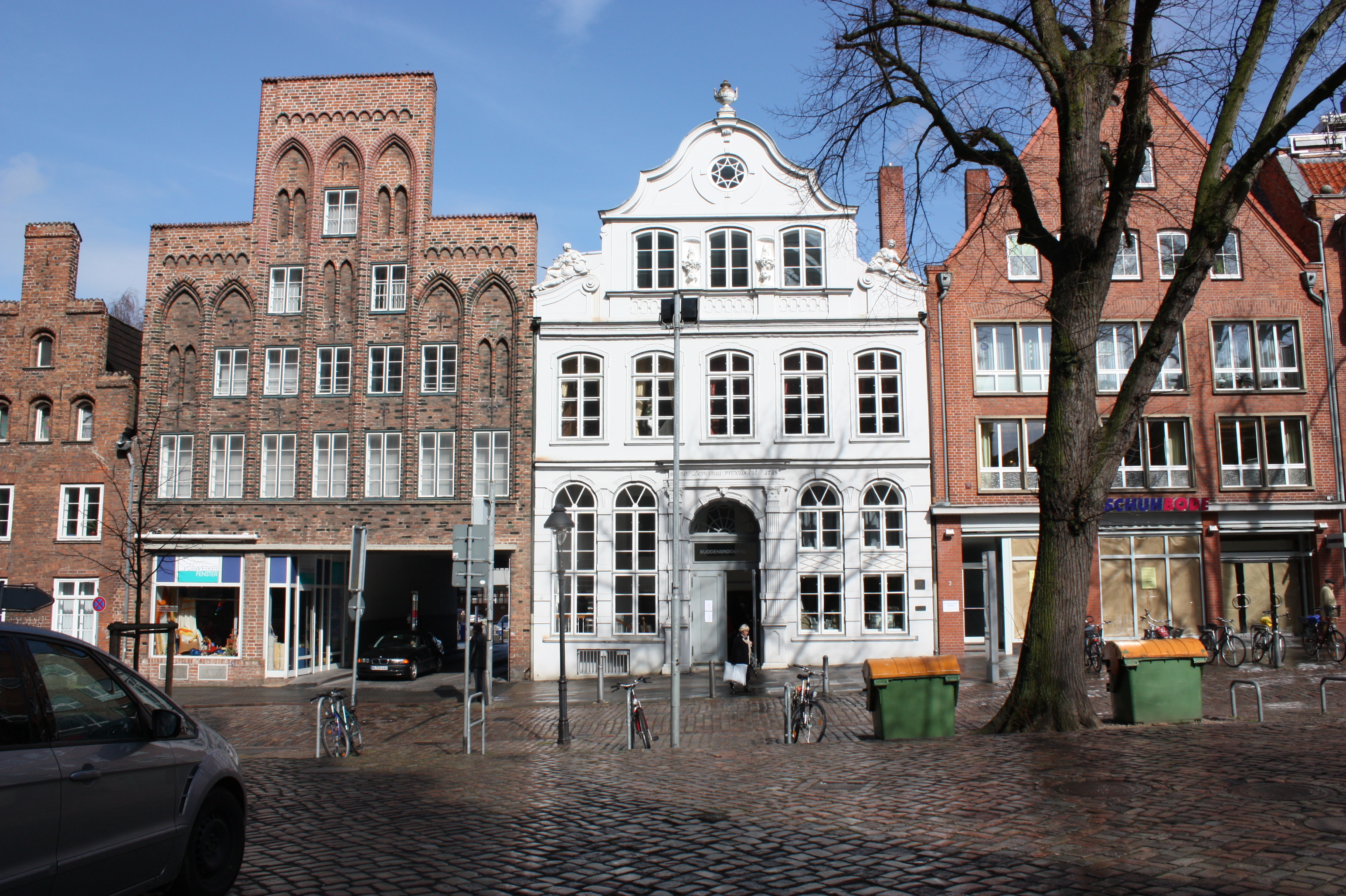
Zufahrt zum Wehdehof von der Mengstraße 6 (2009)

Der Wehdehof ist eine Straße der Lübecker Altstadt.

## Lage
Der Wehdehof liegt in dem Blockbinnenhof des durch Mengstraße, Breite Straße, Beckergrube und Fünfhausen begrenzten Häuserblocks.

## Geschichte
Der Wehdehof trägt seinen Namen nach der Wehde, dem seit dem 13. Jahrhundert nachgewiesenen Pastorat der Marienkirche. Als Wehdehof galt ursprünglich das zur Wehde gehörige große Grundstück. Die zu den umliegenden Häusern gehörenden rückwärtigen Gärten, Hinterhäuser und Gänge wurden zu einem erheblichen Teil 1895 beseitigt, um Platz für die innerhalb des Blocks errichtete neue Markthalle zu schaffen. Die Markthalle wurde, wie nahezu der gesamte Häuserblock, beim Bombenangriff des Jahres 1942 vernichtet.
Beim Wiederaufbau entstanden im neu geschaffenen Blockbinnenhof des Häuserblocks 1963 zwei von einer Reihe ebenerdiger Freiluftparkplätze mit Anwohnerparkrechten umgebene Parkhäuser: das St.-Marien-Parkhaus sowie das Karstadt-Parkhaus, das zum Karstadt-Kaufhaus in der Breiten Straße gehörte. Die Hauptzufahrt, die dem Parkhaus auch die Adresse gab, stellte eine Durchfahrt im Erdgeschoss des Gebäudes Fünfhausen 3a dar. Obgleich sich innerhalb des Blockbinnenhofs nur Zufahrts-, Erschließungs- und Betriebswege für Parkhaus, Parkplätze und Lieferbereiche befinden, wurden diese Verkehrsflächen 1963 offiziell unter dem Namen Wehdehof zusammenfassend als Straße gewidmet, die auch entsprechend im amtlichen Straßenverzeichnis der Stadt aufgeführt wird.

## Debatte um Neubebauung
Ende Januar 2010 wurden die beiden Parkhäuser im Wehdehof wegen dringender Instandsetzungsarbeiten geschlossen. Aufgrund des hohen Sanierungsbedarfes wurde jedoch ein Neubau geplant. Ein durch den Gestaltungsbeirat 2011 genehmigter Plan sah vor, das baufällige Parkhaus mit knapp 600 Plätzen durch einen glasgefassten Neubau mit 430 Stellplätzen zu ersetzen. Nach mehreren Nachverhandlungen und unter Einbeziehung der Anwohnerparkrechte genehmigte die Bürgerschaft 2015 einen Bau mit 800 Plätzen und einer Ausdehnung bis dicht an die Rückwand der Grundstücke in der Mengstraße. Dies führte zu Einsprüchen der Befürworter eines geplanten Literaturmuseums in und um das Buddenbrookhaus.